# Peck Kelley
John Dickson 'Peck' Kelley (Houston, 22 oktober 1898 – aldaar, 26 december 1980) was een Amerikaanse jazzpianist en orkestleider.

## Biografie
Tijdens de jaren 1920 was Kelley een populaire bandleider, die zijn eigen band Peck's Bad Boys leidde. De band bestond uit verschillende jazzmuzikanten, die zelf een succesvolle opnamecarrière zouden smeden, zoals Jack Teagarden, Louis Prima, Terry Shand, Wingy Manone, Leon Roppolo en Pee Wee Russell. Ondanks het schijnbare succes van deze band zijn er geen opnamen uit deze periode bewaard gebleven.
Kelley speelde zelden ergens buiten Texas. In het begin van zijn carrière trad hij op in Missouri en Louisiana, maar de toenmalige politiek van de arbeidersvakbond in combinatie met het algehele gedoe om vergunningen te verkrijgen, bracht hem ertoe terug te keren naar Texas. Gedurende zijn carrière wees Kelley herhaaldelijk aanbiedingen van andere muzikanten als Bing Crosby, Jimmy Dorsey, Tommy Dorsey en Paul Whiteman af om buiten Texas te spelen. Hij trad echter wel op in Saint Louis (Missouri) (1925), Shreveport, Louisiana (1927) en New Orleans, Louisiana (1934). Kelley sloot zich in 1957 aan bij het Dick Shannon-kwartet met Glen Boyd op basviool, waarvan de enige studio-opnamen van deze muzikant bewaard zijn gebleven. Deze zijn gemaakt in Houston in juni 1957. Hoewel Kelley het leuk vond om tijdens de sessies te spelen en vervolgens naar de banden te luisteren, weigerde hij toe te staan dat ze werden vrijgegeven. Ze werden uiteindelijk in 1983 (na Kelley's dood) uitgebracht door Commodore Records als de Peck Kelley Jam Sessions, Volumes 1 & 2. Bij het platenlabel Arkadia Records zijn echter enkele privé-opnamen uit dezelfde periode uitgebracht.

## Privéleven en overlijden
Tijdens zijn carrière wilde Kelley anoniem blijven, een privéman die geen roem voor zichzelf wenste. Het is algemeen aanvaard door jazzhistorici, dat de Will Bradley-hit Beat Me Daddy, Eight to the Bar in de jaren 1930  een verwijzing naar en eerbetoon is aan Kelley. Uiteindelijk werd Peck blind en ontwikkelde hij de ziekte van Parkinson. Peck Kelley overleed in december 1980 op 82-jarige leeftijd.

## Discografie
- Jaren 1950: Peck Kelley (Arkadia Records)
- Jaren 1950: Out of Obscurity (Arkadia Records)
- 1957:	Peck Kelley Jam Volumes 1 & 2 (Commodore Records)

- Bibliothèque nationale de France: cb14052771p (data)
- Gemeinsame Normdatei: 1213766060
- International Standard Name Identifier: 0000 0000 0886 1420
- Library of Congress Control Number: no2007058938
- MusicBrainz: f6cf9217-59d6-46f2-9505-0d6dd54dc0cc
- Virtual International Authority File: 2673690
- WorldCat: E39PBJdCqF3YyhV3qvmxVwpQMP